# Squadra olandese di Coppa Davis
La squadra olandese di Coppa Davis rappresenta i Paesi Bassi nella Coppa Davis, ed è posta sotto l'egida della Royal Dutch Lawn Tennis Federation.
La nazionale dei Paesi Bassi partecipa alla competizione mondiale dal 1920, ed il miglior risultato che ha ottenuto nel corso della sua storia è stato quello di raggiungere la finale nella Coppa Davis 2024, uscendo battuta 2-0 dall'Italia.
Dopo diversi anni passati nel Gruppo I della zona euro-africana, nel 2014 la squadra olandese torna nel World Group grazie alla vittoria negli spareggi contro l'Austria. Nel match contro i campioni in carica della Repubblica Ceca, Haase vince il primo singolare contro Radek Štěpánek al quinto set; tuttavia, i Paesi Bassi perdono il tie contro i cechi per 3-2. Nella sfida per rimanere nel World Group, vengono sconfitti dalla Croazia, retrocedendo nel Gruppo I.
Nel 2017, i Paesi Bassi riescono a vincere lo spareggio contro la Repubblica Ceca, tornando così nel World Group per l'edizione successiva. Nel febbraio 2018, trovano al primo turno i campioni uscenti della Francia: Thiemo de Bakker vince a sorpresa il primo singolare contro Mannarino; tuttavia, gli olandesi escono sconfitti dal tie con lo score di 3-1. Costretti allo spareggio per rimanere nel World Group, i Paesi Bassi vengono battuti dal Canada per 3-1.
Con il cambio di format della Coppa Davis per il 2019, i Paesi Bassi affrontano la Repubblica Ceca per guadagnarsi un posto alle fasi finali della competizione a novembre. Robin Haase regala i tre punti decisivi alla sua nazionale, permettendo agli olandesi di accedere alla fase a gruppi. Inserita nel gruppo E, la squadra dei Paesi Bassi perde entrambi i tie per 2-1 contro Regno Unito e Kazakistan, non riuscendo a qualificarsi per i quarti di finale.

## Organico 2024
Vengono di seguito illustrati i convocati per ogni singolo turno della Coppa Davis 2024. A sinistra dei nomi la nazione affrontata e il risultato finale. Fra parentesi accanto ai nomi, il ranking del giocatore nel momento della disputa degli incontri (la "d" indica che il ranking corrisponde alla specialità del doppio).
| Qualificazioni Gruppo Mondiale | Qualificazioni Gruppo Mondiale                                                                                       |
| Svizzera (3-2)                 | Tallon Griekspoor (29) Botic van de Zandschulp (63) Gijs Brouwer (158) Wesley Koolhof (7 d) Jean-Julien Rojer (19 d) |
| ------------------------------ | --- |

| Gruppo Mondiale - Round Robin | Gruppo Mondiale - Round Robin | Gruppo Mondiale - Round Robin | Gruppo Mondiale - Round Robin                                                                                     |
| Belgio (1-2)                  | Brasile (2-1)                 | Italia (1-2)                  | Tallon Griekspoor (39) Botic van de Zandschulp (68) Jesper de Jong (131) Robin Haase (1187) Wesley Koolhof (16 d) |
| ----------------------------- | ----------------------------- | ----------------------------- | --- |

| Gruppo Mondiale - Fase Finale | Gruppo Mondiale - Fase Finale | Gruppo Mondiale - Fase Finale | Gruppo Mondiale - Fase Finale                                                                 |
| Spagna (2-1)                  | Germania (2-0)                | Italia (0-2)                  | Tallon Griekspoor (40) Botic van de Zandschulp (80) Jesper de Jong (111) Wesley Koolhof (8 d) |
| ----------------------------- | ----------------------------- | ----------------------------- | --------------------------------------------------------------------------------------------- |

## Risultati
= Incontro del Gruppo Mondiale

### 2010-2019
| Anno | Turno                          | Data            | Sede                   | Avversario           | Punteggio | Esito     |
| ---- | ------------------------------ | --------------- | ---------------------- | -------------------- | --------- | --------- |
| 2010 | Gruppo I, 2º turno             | 7-9 maggio      | Zoetermeer (NLD)       | Italia               | 1–4       | Sconfitta |
| 2010 | Gruppo I, Playoff 1º turno     | 9-11 luglio     | Minsk (BLR)            | Bielorussia          | 4–1       | Vittoria  |
| 2011 | Gruppo I, 1º turno             | 4-6 marzo       | Charkiv (UKR)          | Ucraina              | 3–2       | Vittoria  |
| 2011 | Gruppo I, 2º turno             | 8-10 luglio     | Potchesfroom (ZAF)     | Sudafrica            | 1–3       | Sconfitta |
| 2012 | Gruppo I, 1º turno             | 10-12 febbraio  | 's-Hertogenbosch (NLD) | Finlandia            | 5–0       | Vittoria  |
| 2012 | Gruppo I, 2º turno             | 6-8 aprile      | Amsterdam (NLD)        | Romania              | 5–0       | Vittoria  |
| 2012 | Spareggi Gruppo Mondiale       | 14-16 settembre | Amsterdam (NLD)        | Svizzera             | 2–3       | Sconfitta |
| 2013 | Gruppo I, 2º turno             | 5-7 aprile      | Brașov (ROU)           | Romania              | 5–0       | Vittoria  |
| 2013 | Spareggi Gruppo Mondiale       | 13-15 settembre | Groninga (NLD)         | Austria              | 5–0       | Vittoria  |
| 2014 | Gruppo Mondiale, 1º turno      | 31 gen.-2 feb.  | Ostrava (CZE)          | Rep. Ceca            | 2–3       | Sconfitta |
| 2014 | Spareggi Gruppo Mondiale       | 12-14 settembre | Amsterdam (NLD)        | Croazia              | 2–3       | Sconfitta |
| 2015 | Gruppo I, 2º turno             | 17-19 luglio    | Kitzbühel (AUT)        | Austria              | 3–2       | Vittoria  |
| 2015 | Spareggi Gruppo Mondiale       | 18-20 settembre | Ginevra (CHE)          | Svizzera             | 1–4       | Sconfitta |
| 2016 | Gruppo I, 2º turno             | 15-17 luglio    | Mosca (RUS)            | Russia               | 1–4       | Sconfitta |
| 2016 | Gruppo I, Playout              | 16-18 settembre | Båstad (SWE)           | Svezia               | 5–0       | Vittoria  |
| 2017 | Gruppo I, 2º turno             | 7-9 aprile      | Kitzbühel (BIH)        | Bosnia ed Erzegovina | 3–1       | Vittoria  |
| 2017 | Spareggi Gruppo Mondiale       | 15-17 settembre | L'Aia (NLD)            | Rep. Ceca            | 3–2       | Vittoria  |
| 2018 | Gruppo Mondiale 1º Turno       | 2-4 febbraio    | Albertville (FRA)      | Francia              | 1–3       | Sconfitta |
| 2018 | Spareggi Gruppo Mondiale       | 14-16 settembre | Toronto (CAN)          | Canada               | 1–3       | Sconfitta |
| 2019 | Qualificazioni Gruppo Mondiale | 17-19 luglio    | Ostrava (CZE)          | Rep. Ceca            | 3–1       | Vittoria  |
| 2019 | Gruppo Mondiale Round Robin    | 19 novembre     | Madrid (ESP)           | Kazakistan           | 1–2       | Sconfitta |
| 2019 | Gruppo Mondiale Round Robin    | 20 novembre     | Madrid (ESP)           | Regno Unito          | 1–2       | Sconfitta |

### 2020-2029
| Anno | Turno                          | Data                 | Sede             | Avversario  | Punteggio | Esito     |
| ---- | ------------------------------ | -------------------- | ---------------- | ----------- | --------- | --------- |
| 2021 | Qualificazioni Gruppo Mondiale | 6-7 marzo 2020       | Nur-Sultan (KAZ) | Kazakistan  | 1-3       | Sconfitta |
| 2021 | Gruppo I - Turno principale    | 18-19 settembre 2021 | Montevideo (URY) | Svezia      | 4-0       | Vittoria  |
| 2022 | Qualificazioni Gruppo Mondiale | 4-5 marzo            | L'Aja (NLD)      | Canada      | 4-0       | Vittoria  |
| 2022 | Gruppo Mondiale, Round Robin   | 13 settembre         | Glasgow (UK)     | Kazakistan  | 2-1       | Vittoria  |
| 2022 | Gruppo Mondiale, Round Robin   | 16 settembre         | Glasgow (UK)     | Regno Unito | 2-1       | Vittoria  |
| 2022 | Gruppo Mondiale, Round Robin   | 17 settembre         | Glasgow (UK)     | Stati Uniti | 2-1       | Vittoria  |
| 2022 | Gruppo Mondiale, Quarti        | 24 novembre          | Malaga (ESP)     | Australia   | 2-0       | Sconfitta |
| 2023 | Qualificazioni Gruppo Mondiale | 4-5 febbraio         | Groninga (NLD)   | Slovacchia  | 4-0       | Vittoria  |
| 2023 | Gruppo Mondiale, Round Robin   | 12 settembre         | Spalato (HRV)    | Finlandia   | 2-1       | Vittoria  |
| 2023 | Gruppo Mondiale, Round Robin   | 14 settembre         | Spalato (HRV)    | Stati Uniti | 2-1       | Vittoria  |
| 2023 | Gruppo Mondiale, Round Robin   | 17 settembre         | Spalato (HRV)    | Croazia     | 1-2       | Sconfitta |
| 2023 | Gruppo Mondiale, Quarti        | 23 novembre          | Malaga (ESP)     | Italia      | 1-2       | Sconfitta |
| 2024 | Qualificazioni Gruppo Mondiale | 2-3 febbraio         | Groninga (NLD)   | Svizzera    | 3-2       | Vittoria  |
| 2024 | Gruppo Mondiale, Round Robin   | 10 settembre         | Bologna (ITA)    | Belgio      | 1-2       | Sconfitta |
| 2024 | Gruppo Mondiale, Round Robin   | 12 settembre         | Bologna (ITA)    | Brasile     | 2-1       | Vittoria  |
| 2024 | Gruppo Mondiale, Round Robin   | 15 settembre         | Bologna (ITA)    | Italia      | 1-2       | Sconfitta |
| 2024 | Gruppo Mondiale, Quarti        | 19 novembre          | Malaga (ESP)     | Spagna      | 2-1       | Vittoria  |
| 2024 | Gruppo Mondiale, Semifinale    | 22 novembre          | Malaga (ESP)     | Germania    | 2-0       | Vittoria  |
| 2024 | Gruppo Mondiale, Finale        | 24 novembre          | Malaga (ESP)     | Italia      | 0-2       | Sconfitta |

## Statistiche giocatori
Di seguito la classifica dei tennisti olandesi con almeno una partecipazione in Coppa Davis, ordinati in base al numero di vittorie. In caso di parità si tiene conto del maggior numero di incontri disputati; in caso di ulteriore parità viene dato più valore agli incontri in singolare; come quarto e ultimo criterio viene considerata la data d'esordio. In grassetto quelli tuttora in attività.

Aggiornato alla Coppa Davis 2024 (Italia-Paesi Bassi 2-0).
| #  | Tennista                | Singolare | Doppio | Totale |
| -- | ----------------------- | --------- | ------ | ------ |
| 1  | Hendrik Timmer          | 32-15     | 11-7   | 43-22  |
| 2  | Robin Haase             | 32-15     | 10-10  | 42-25  |
| 3  | Paul Haarhuis           | 15-8      | 16-10  | 31-18  |
| 4  | Arthur Diemer Kool      | 13-11     | 12-2   | 25-13  |
| 5  | Michiel Schapers        | 14-10     | 9-3    | 23-13  |
| 6  | Sjeng Schalken          | 15-12     | 6-1    | 21-13  |
| 7  | Hans van Swol           | 8-16      | 10-5   | 18-21  |
| 8  | Thiemo de Bakker        | 16-14     | 2-2    | 18-16  |
| 9  | Jan Siemerink           | 13-8      | 4-2    | 17-10  |
| 10 | Louk Sanders            | 13-12     | 3-4    | 16-16  |
| 11 | Tom Okker               | 10-13     | 5-7    | 15-20  |
| 12 | Botic van de Zandschulp | 12-7      | 3-1    | 15-8   |
| 13 | Christiaan van Lennep   | 6-10      | 8-2    | 14-12  |
| 14 | Jan Hordijk             | 9-7       | 3-4    | 12-11  |
| 15 | Huub van Boeckel        | 2-6       | 10-5   | 12-11  |
| 16 | Tallon Griekspoor       | 11-11     | 0-1    | 11-12  |
| 17 | Jean-Julien Rojer       | 0-0       | 10-7   | 10-7   |
| 18 | Jacco Eltingh           | 2-4       | 8-2    | 10-6   |
| 19 | Matwé Middelkoop        | 2-1       | 8-5    | 10-6   |
| 20 | Alfred Dehnert          | 5-7       | 3-3    | 8-10   |
| 21 | Tom Nijssen             | 6-8       | 2-1    | 8-9    |
| 22 | Wesley Koolhof          | 0-0       | 8-8    | 8-8    |
| 23 | Mark Koevermans         | 6-3       | 2-4    | 8-7    |
| 24 | Fred Hemmes             | 4-8       | 3-3    | 7-11   |
| 25 | Richard Krajicek        | 6-8       | 1-0    | 7-8    |

| #  | Tennista            | Singolare | Doppio | Totale |
| -- | ------------------- | --------- | ------ | ------ |
| 26 | Ivo Rinkel          | 7-2       | 0-3    | 7-5    |
| 27 | Menno Oosting       | 5-3       | 2-1    | 7-4    |
| 28 | Pieter van Eijsden  | 4-11      | 2-4    | 6-15   |
| 29 | Raemon Sluiter      | 6-10      | 0-1    | 6-11   |
| 30 | Jesse Huta Galung   | 4-8       | 2-2    | 6-10   |
| 31 | Hans van Dalsum     | 3-6       | 3-3    | 6-9    |
| 32 | Rolf Thung          | 4-6       | 2-2    | 6-8    |
| 33 | Martin Verkerk      | 3-4       | 3-1    | 6-5    |
| 34 | Jan Hajer           | 4-9       | 1-4    | 5-13   |
| 35 | Eric Wilborts       | 5-3       | 0-0    | 5-3    |
| 36 | Willem Maris        | 3-10      | 1-7    | 4-17   |
| 37 | Igor Sijsling       | 3-4       | 1-3    | 4-7    |
| 38 | Hubert Wilton       | 3-4       | 1-1    | 4-5    |
| 39 | Peter Wessels       | 2-2       | 2-3    | 4-5    |
| 40 | Ody Koopman         | 0-1       | 4-3    | 4-4    |
| 41 | Niklaus Fleury      | 2-3       | 1-4    | 3-7    |
| 42 | Wouter Fok          | 1-1       | 2-0    | 3-1    |
| 43 | Robert Van Meegeren | 2-7       | 0-1    | 2-8    |
| 44 | Ludwig Krijt        | 2-4       | 0-0    | 2-4    |
| 45 | John van Lottum     | 0-3       | 2-1    | 2-4    |
| 46 | Josef Knottenbelt   | 2-2       | 0-0    | 2-2    |
| 47 | Thomas Schoorel     | 2-1       | 0-0    | 2-1    |
| 48 | Tim van Rijthoven   | 2-1       | 0-0    | 2-1    |
| 49 | Gerard Scheurleer   | 0-0       | 2-0    | 2-0    |
| 50 | John Linck          | 1-6       | 0-0    | 1-6    |
| 51 | Willem Karsten      | 1-3       | 0-2    | 1-5    |

| #  | Tennista               | Singolare | Doppio | Totale |
| -- | ---------------------- | --------- | ------ | ------ |
| 52 | Marc Albert            | 0-1       | 1-2    | 1-3    |
| 53 | Edwin Kempes           | 1-1       | 0-0    | 1-1    |
| 54 | Dennis van Scheppingen | 1-0       | 0-1    | 1-1    |
| 55 | Ton Sie                | 1-0       | 0-0    | 1-0    |
| 56 | Melle van Gemerden     | 0-3       | 0-1    | 0-4    |
| 57 | Cornelis Bryan         | 0-2       | 0-2    | 0-4    |
| 58 | Diederik Teschmacher   | 0-3       | 0-0    | 0-3    |
| 59 | Evert Schneider        | 0-2       | 0-1    | 0-3    |
| 60 | Rogier Wassen          | 0-0       | 0-3    | 0-3    |
| 61 | Marinus van der Feen   | 0-2       | 0-0    | 0-2    |
| 62 | Gerard Leembruggen     | 0-2       | 0-0    | 0-2    |
| 63 | Paul Dogger            | 0-2       | 0-0    | 0-2    |
| 64 | Jan van der Heide      | 0-1       | 0-1    | 0-2    |
| 65 | Aad Knappert           | 0-1       | 0-1    | 0-2    |
| 66 | Pieter Soeters         | 0-0       | 0-2    | 0-2    |
| 67 | Hendrik Goris          | 0-1       | 0-0    | 0-1    |
| 68 | Scott Griekspoor       | 0-1       | 0-0    | 0-1    |
| 69 | Theo Gorter            | 0-0       | 0-1    | 0-1    |
| 70 | Paul Van Min           | 0-0       | 0-1    | 0-1    |

## Andamento
La seguente tabella riflette l'andamento della squadra dal 1990 ad oggi.
| Pos.           | 90 | 91 | 92 | 93 | 94 | 95 | 96 | 97 | 98 | 99 | 00 | 01 | 02 | 03 | 04 | 05 | 06 | 07 | 08 | 09 | 10 | 11 | 12 | 13 | 14 | 15 | 16 | 17 | 18 | 19 | 21 | 22 | 23 | 24 |
| -------------- | -- | -- | -- | -- | -- | -- | -- | -- | -- | -- | -- | -- | -- | -- | -- | -- | -- | -- | -- | -- | -- | -- | -- | -- | -- | -- | -- | -- | -- | -- | -- | -- | -- | -- |
| Campione       |    |    |    |    |    |    |    |    |    |    |    |    |    |    |    |    |    |    |    |    |    |    |    |    |    |    |    |    |    |    |    |    |    |    |
| Finalista      |    |    |    |    |    |    |    |    |    |    |    |    |    |    |    |    |    |    |    |    |    |    |    |    |    |    |    |    |    |    |    |    |    |    |
| SF             |    |    |    |    |    |    |    |    |    |    |    |    |    |    |    |    |    |    |    |    |    |    |    |    |    |    |    |    |    |    |    |    |    |    |
| QF             |    |    |    |    |    |    |    |    |    |    |    |    |    |    |    |    |    |    |    |    |    |    |    |    |    |    |    |    |    |    |    |    |    |    |
| OF             |    |    |    |    |    |    |    |    |    |    |    |    |    |    |    |    |    |    |    |    |    |    |    |    |    |    |    |    |    |    |    |    |    |    |
| Qualificazioni | x  | x  | x  | x  | x  | x  | x  | x  | x  | x  | x  | x  | x  | x  | x  | x  | x  | x  | x  | x  | x  | x  | x  | x  | x  | x  | x  | x  | x  |    |    |    |    |    |
| Gruppo I       |    |    |    |    |    |    |    |    |    |    |    |    |    |    |    |    |    |    |    |    |    |    |    |    |    |    |    |    |    |    |    |    |    |    |
| Gruppo II      |    |    |    |    |    |    |    |    |    |    |    |    |    |    |    |    |    |    |    |    |    |    |    |    |    |    |    |    |    |    |    |    |    |    |
| Gruppo III     | x  | x  |    |    |    |    |    |    |    |    |    |    |    |    |    |    |    |    |    |    |    |    |    |    |    |    |    |    |    |    |    |    |    |    |
| Gruppo IV      | x  | x  | x  | x  | x  | x  | x  |    |    |    |    |    |    | x  |    |    |    |    |    |    | x  | x  | x  | x  | x  | x  | x  | x  | x  | x  |    |    |    |    |

Legenda
- Campione: La squadra ha conquistato la Coppa Davis.
- Finalista: La squadra ha disputato e perso la finale.
- SF: La squadra è stata sconfitta in semifinale.
- QF: La squadra è stata sconfitta nei quarti di finale.
- OF: La squadra è stata sconfitta negli ottavi di finale (1º turno). Dal 2019 sostituito dal Round Robin.
- Qualificazioni: La squadra è stata sconfitta al turno di qualificazione. Istituito nel 2019.
- Gruppo I: La squadra ha partecipato al Gruppo I della propria zona di appartenenza.
- Gruppo II: La squadra ha partecipato al Gruppo II della propria zona di appartenenza.
- Gruppo III: La squadra ha partecipato al Gruppo III della propria zona di appartenenza.
- Gruppo IV: La squadra ha partecipato al Gruppo IV della propria zona di appartenenza.
- x: Ove presente, la x indica che in quel determinato anno, il Gruppo in questione non è esistito nella zona geografica di appartenenza della squadra.